# Franz Jacob Wigard

Franz Jacob Wigard, Stich von Valentin Schertle (1848)

Franz Jacob Wigard (* 31. Mai 1807 in Mannheim; † 25. September 1885 in Dresden) war ein deutscher Arzt und liberaler Politiker im Königreich Sachsen. Er war Anhänger der Freireligiösen Bewegung und verfocht die Stenografie. Vor und nach der Deutschen Reichsgründung war er Mitglied des Reichstags.

## Leben und Werk

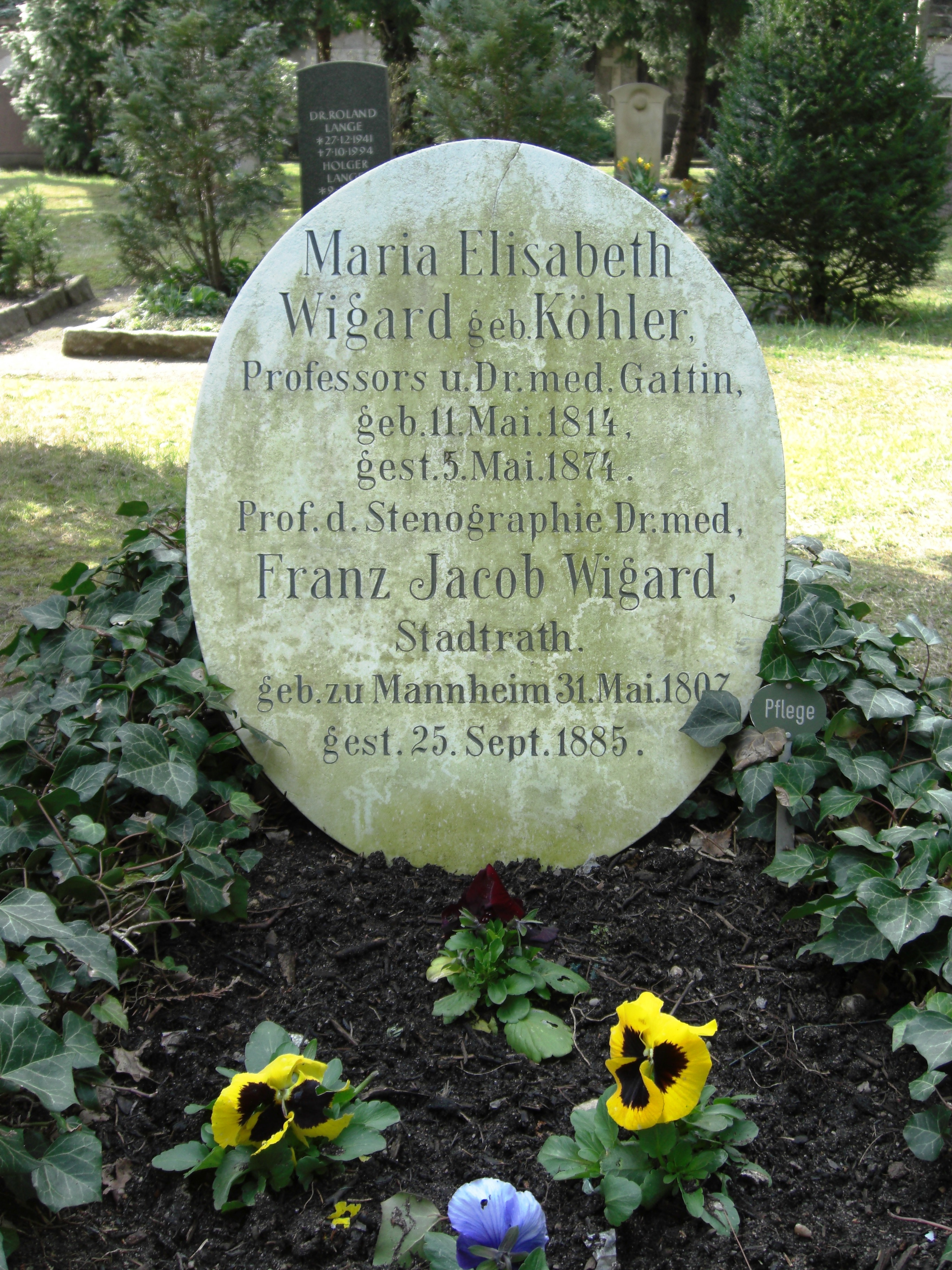
Grab von Franz Jacob Wigard, Dresden, Trinitatis-Friedhof

Wigard studierte von 1826 bis 1832 Katholische Theologie, Philosophie, Rechtswissenschaft und Kameralwissenschaft an der Ludwig-Maximilians-Universität München. 1827 wurde er Mitglied des Corps Palatia München. Anschließend absolvierte er eine Stenografenausbildung bei Franz Xaver Gabelsberger und trat in den bayerischen Staatsdienst ein. 1834 wurde er Landtagsstenograf in Sachsen, 1847 auch in Preußen. 1834 gründete er das Sächsische Stenographische Institut in Dresden, 1843 wurde er zum Professor für Stenografie ernannt. Ab 1845 war Wigard führender Vertreter der deutschkatholischen Bewegung.
Er war Mitglied im Vorparlament und vom 18. Mai 1848 bis zum Ende des Rumpfparlaments im Juni 1849 Mitglied der Frankfurter Nationalversammlung als Abgeordneter für Dresden. Hierbei war er Vorstand der Stenografen-Kanzlei und der Protokoll-Kommission. Er gehörte dem Ausschuss zum Entwurf der Paulskirchenverfassung an. Aufgrund seiner Teilnahme am Rumpfparlament wurde er wegen Hochverrats angeklagt, jedoch später freigesprochen.
1853 begann Wigard Medizin zu studieren. Ab 1856 war er als Arzt in Dresden tätig. 1858 promovierte er an der Universität Jena zum Dr. med.
1850 und 1869/70 gehörte Wigard dem Sächsischen Landtag an. Von 1867 bis 1871 saß er für die Deutsche Fortschrittspartei und den Reichstagswahlkreis Königreich Sachsen 5 im Norddeutschen Reichstag und anschließend bis 1874 in gleicher Funktion im Reichstag des Kaiserreichs.
Wigard war aktiver Freimaurer. 1838 wurde er in die Loge Zum goldenen Apfel in Dresden aufgenommen. Er war u. a. Repräsentant seiner Loge bei der Großen Landesloge von Sachsen. Während seiner Abgeordnetenzeit in Frankfurt nahm er rege am dortigen Logenleben teil.
Zudem gehörte Wigard 1863 zu den Gründungsmitgliedern der Dresdner Turnerfeuerwehr, der ersten organisierten Feuerwehr der sächsischen Landeshauptstadt und damit unmittelbarer Vorläufer der Feuerwehr Dresden.

## Ehrungen
In Dresden ist eine Straße nach Franz Jacob Wigard benannt. Die Wigardstraße verläuft vom Carolaplatz bis zum Rosa-Luxemburg-Platz und führt vorbei an Staatskanzlei, Ministerium für Umwelt und Landwirtschaft und dem Kultusministerium.

## Veröffentlichungen
- Die erste allgemeine Kirchenversammlung der deutsch-katholischen Kirche. Abgehalten zu Leipzig, Ostern 1845. Authentischer Bericht im Auftrag der Kirchenversammlung hrsg. von Robert Blum und Franz Wigard. Friese, Leipzig 1845.
- Die drei ersten Erbauungsstunden der Deutsch-Katholiken zu Dresden. Hrsg. von Franz Wigard. Arnold in Commission, Dresden / Leipzig 1845.
- Organisches Statut für deutsch-katholische Gemeinden. Entworfen und hrsg. von Franz Wigard. Arnold in Commission, Dresden / Leipzig 1845.
- Die feierliche Einführung des Pfarrers Dr. Eduin Bauer und der neu gewählten Ältesten in die deutsch-katholische Gemeinde zu Dresden am 31. August 1845. Nebst den an diesem Tage von Wigard und Dr. Bauer gehaltenen Reden. Klinkicht, Meißen 1846.
- Die zweite allgemeine christkatholische Kirchenversammlung. abgehalten zu Berlin, Pfingsten 1847. Authentischer Bericht. Hrsg. von Robert Blum und Franz Wigard. Leipzig 1847, online.
- Mein politisches Glaubensbekenntnis. Dresden 1848.Flugblatt
- als Hrsg.: Stenographischer Bericht über die Verhandlungen der deutschen constituirenden Nationalversammlung zu Frankfurt am Main. Joh. David Sauerländer, Frankfurt am Main 1848 (Digitalisat weiterer Bände im Münchener Digitalisierungszentrum).
- Protestation und Appelation gegen die Einleitung eines strafrechtlichen Verfahrens wegen Theilnahme an der deutschen Nationalversammlung in Stuttgart. Leipzig 1849.
- Zweite und letzte Protestation und Appellation gegen Einleitung eines strafrechtlichen Verfahrens wegen Theilnahme an der deutschen Nationalversammlung zu Stuttgart. Nebst Entscheidung des Königl. Sächs. Oberappellationsgerichts, die Einstellung der Untersuchung betreffend. Matthes, Leipzig 1850.
- Lehrbuch der Redezeichenkunst (Stenographie). Moritz Katz, Dessau 1853, online.